# Bourse du muscle piriforme
La bourse du muscle piriforme (ou bourse séreuse du pyramidal ou bourse de Hencke) est une bourse synoviale du membre inférieur située au niveau de la cuisse.

## Description
La bourse du muscle piriforme est située entre le tendon terminal du muscle piriforme et le bord supérieur du grand trochanter.